# Salapa
Das Salapa ist ein Schwert aus Indien.

## Beschreibung
Das Salapa hat meist eine einschneidige, leicht gebogene Klinge. Die Klinge wird vom Heft zum Ort schmaler und läuft spitz zu. Das Heft ist in der gleichen Art wie das Heft des Talwar gestaltet und mit einem Handschutzbügel versehen. Am Knauf ist ein flacher, leicht gebogener, schmaler Metallbügel angesetzt, der dazu dient, die Hand aufzustützen. In den indischen Fürstenhäusern galt es als Zeichen der Macht, die rechte Hand während der Audienzen auf das Schwertheft aufzulegen. Zu diesem Zweck wurde zur Bequemlichkeit der Bügel befestigt. Später wurde ein eigener Schwerttyp entworfen, der speziell für diesen Zweck gedacht war. Dieser Typ wird Zafar-Takieh genannt. Von diesem gibt es eine zweite Version, die keinen klassischen Schwertgriff besitzt, sondern ein T-förmiges Griffstück. Die Klingen der letztgenannten Version sind Rapierklingen und stammen oft aus europäischer Produktion. Das Salapa wird von Fürstenhäusern in Indien benutzt.